# Cookeina speciosa
Cookeina speciosa ist ein Schlauchpilz aus der Familie der Kelchbecherlingsverwandten.

## Merkmale

### Makroskopische Merkmale
Die meist zentral gestielten, tief schüssel- bis kelchförmigen Fruchtkörper, die Apothecien, sind lederig und werden im Alter runzelig. Sie werden 12-80 Millimetern groß und 10-50 Millimeter breit. Der eigentliche Fruchtkörper ohne Stiel, das Receptaculum variiert sehr in seinen Farben, von hellbraun, hellgelb, gelblich beige, geb, gelblich-braun bis ockergelb, orange bis weiß und braun. Es wird im frischen Zustand 16-50 Millimeter im Durchmesser und  8-20 Millimeter groß, im trockenen Zustand ist es 6-25 Millimeter im Durchmesser und  6-14 Millimeter groß. Der Stiel ist länglich rund oder zusammen gepresst, manchmal auch gerillt, schlank, hohl, und bildet am Boden oft ein scheibenförmiges Haftorgan aus. Er hat dieselbe Farbe wie das Receptaculum oder auch blasser als dieses. Der Rand des Bechers ist bei Reife nicht eingerollt. Um den Rand sitzen in konzentrischer Anordnung Haare, die sich nicht mit Kongorot anfärben lassen. Sie sind weniger als 3 Millimeter lang.

### Mikroskopische Merkmale
Die Fruchtschicht wird 200-390 Mikrometer dick mit mehreren dazwischen gestreuten Setae. Die Setae sind bisweilen dunkel, gewunden, dickwandig und überragen die Fruchtschicht 22-40 Mikrometer. Die Schläuche sind lang zylindrisch, 250-430 × 10-30 Mikrometer groß, dickwandig mit  2 Mikrometer dicken Zellwänden und besitzen jeweils 8 in einer Reihe angeordnete Sporen, die sich in den oberen zwei Dritteln der Schläuche befinden. Die Schläuche sind an der Basis abgerundet und besitzen ein Hyphenanhängsel. Die Sporen sind elliptisch bis spindelförmig, oft unsymmetrisch mit einer Seite eher zugespitzt, die andere eher abgerundet, beinahe durchscheinend, dickwandig, mit 0-2 Öltropfen, oft sind noch mehrere kleinere vorhanden. Sie werden 20-36× 10-18 Mikrometer groß. Die Paraphysen sind fadenförmig, einfach oder verzweigt, mit Querverbinden (anastomosierend) und septiert.

### Artabgrenzung
Von den meisten anderen Arten der Gattung unterscheidet sich Cookeina speciosa durch die deutlichen, aber kurzen in konzentrischen Ringen angeordneten Haaren.

## Ökologie und Verbreitung
Cookeina speciosa lebt auf umgefallenen Baumstämmen, Zweigen und Ästen. Er ist weltweit in den Tropen weit verbreitet, sowohl in der Paläotropis als auch in der Neotropis. In China kommt er unter anderem in den Provinzen Yunnan und Hainan vor.

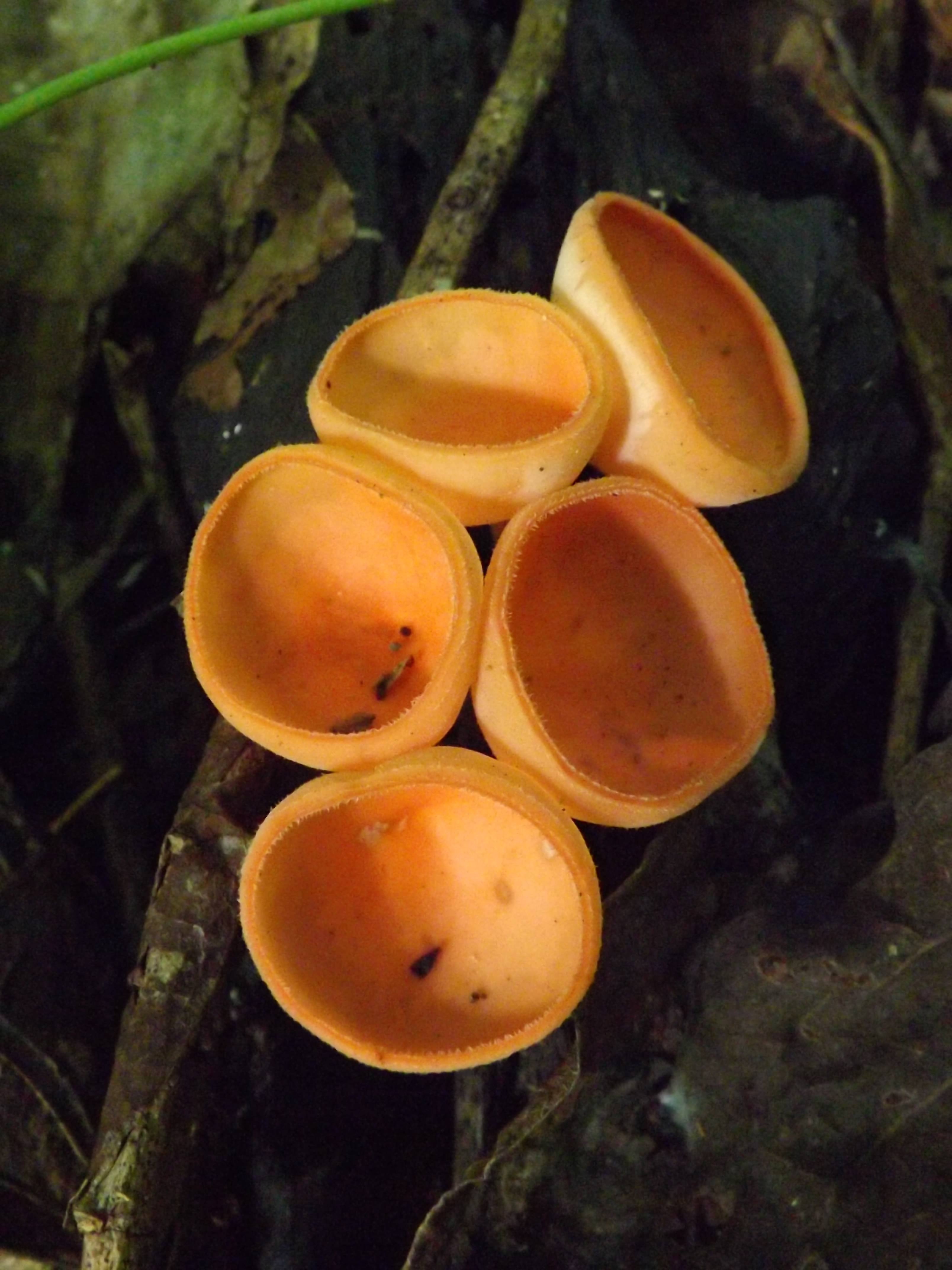
Eine gelbliche Variante von Cookeina speciosa im Nationalpark Palenque, Chiapas

## Nutzung
In Teilen von Mexiko wird Cookeina speciosa wie auch Cookeina tricholoma als Speisepilz verzehrt. In Kamerun wird er für medizinische Zwecke gegen Ohrenschmerzen verwendet, wobei nicht zwischen Cookeina sulcipes und Cookeina tricholoma unterschieden wird.

## Systematik und Taxonomie
Cookeina speciosa wurde bereits 1822 von Elias Magnus Fries als Peziza speciosa erstbeschrieben.  Dennis stellte die Art 1994 in die Gattung Cookeina. Der noch teilweise verbreitete Name Cookeina sulcipes wird in der Monographie von Iturriaga und Pfister (2006) nur als Synonym angesehen. Phylogenetische Studien zeigten die Monophylie von Cookeina speciosa mit all ihren Farbvarianten (einschließlich Cookeina sulcipes).